# Попеску, Теодор Константинович
Теодо́р Константи́нович Попе́ску (28 января 1935, Straja, Rădăuți County — 8 марта 2008, Харьков) — советский и украинский артист балета, народный артист Украинской ССР, хореограф, балетмейстер Харьковского театра оперы и балета.

## Биография
В 1942 году отец Теодора был казнён нацистами за связь с партизанами. Буквально через несколько дней после похорон мужа скончалась и мать, оставив восьмерых детей.
Шестилетнего Теодора с братом Сельвестром сдали в сиротский приют, находившийся в Черновцах (детский дом № 2 для детей, чьи родители погибли), куда часто приезжали зажиточные крестьяне и выбирали в наймы малолетних ребятишек, самых крепких и выносливых. Когда Теодору исполнилось восемь лет, эта участь не миновала ни его, ни Сельвестра.
Детство проходило на оккупированной нацистами территории. Когда село освободили советские войска, хозяйка выгнала братьев Попеску со двора, и те вновь попали в детский приют. После нескольких побегов Теодор надолго осел в детдоме, шефами которого были бойцы 4-го Украинского фронта, подарившие ребятам трофейные музыкальные инструменты. Теодор стал солистом детдомовского духового оркестра.
Когда в Киеве открылся интернат для особо одарённых подростков, осиротевших в годы войны, Теодор Попеску в числе первых зачислился в состав его воспитанников. Случай помешал ему стать музыкантом, зато помог стать танцовщиком. В Киевском хореографическом училище он встретил свою любовь — Светлану Колыванову, с которой вступил в брак в 1960 году и прожил долгую и счастливую семейную и творческую жизнь.

## Творческая карьера
По окончании Киевского хореографического училища в 1957 году Попеску работал в Киевском театре оперы и балета (1957—1959), Узбекском театре оперы и балета (1959—1963).
Потом творческая судьба привела его в Харьковский театр оперы и балета им. Н. В. Лысенко, где в 1963 году родилась прославленная пара советского балета Светлана Колыванова — Теодор Попеску, которая за свою карьеру исполнила более 50 партий в таких популярных балетах, как «Лебединое озеро», «Спящая красавица», «Дон Кихот», «Жизель», «Корсар», «Спартак», «Сотворение мира», «Щелкунчик», «Легенда о любви» и «Дон Жуан». Танцовщики выступали на сцене Большого театра и вместе с его труппой гастролировали в США, Канаде и Бразилии, о них был создан телефильм «Танцуют Светлана Колыванова и Теодор Попеску», а их имена вошли в Украинскую музыкальную энциклопедию и Энциклопедию советского балета.
Сойдя со сцены в 1987 году, Теодор Попеску посвятил себя воспитанию нового поколения танцовщиков, умело сочетая в учебном процессе незыблемые достижения классического танца с новыми веяниями современной хореографии.
С 1987 года работал преподавателем, в 1991 году — назначен заведующим кафедрой Харьковского музыкального училища.
В 1987—1991 годах Теодор Попеску был художественным руководителем балета Молдавской национальной оперы, с 1995 года — балетмейстером-репетитором Харьковского АТОБ.
Умер 8 марта 2008 года на 74-м году жизни. Похоронен на 2-м городском кладбище.